# Memórias de Uma Menina Bem-Comportada
Memórias de Uma Menina Bem-Comportada (em Portugal) ou Memórias de Uma Moça Bem Comportada (no Brasil), publicado em 1958, é a primeira parte da obra autobiográfica de Simone de Beauvoir, a que se seguiram A Força da Idade (1960), A Força das Coisas (1963)  e Tudo Dito e Feito (1972), textos a que podemos juntar a narração de Uma Morte Suave (1964). O título coloca no feminino o título de um romance de Tristan Bernard, publicado em 1899, Mémoires d'une jeune homme rangé. . 

## Resumo da obra
Memórias de Uma Menina Bem-Comportada descreve os primeiros vinte e um anos da autora: desde a sua infância até se tornar professora de filosofia, em 1929. Simone de Beauvoir descreve a sua educação numa família de classe média, sem dinheiro e sem relações sociais, e a sua mudança da vida, graças à literatura, à filosofia e a novas amizades. Move-a um desejo de intervenção social e filosófica, e pelo desejo de que a sua vida seja útil, de escolher o seu destino, de se tornar alguém. Escolhe a filosofia e trabalha árdua e determinadamente. Ao preparar o concurso para agregação, conhece, através de Herbaud, um grupo de estudantes brilhantes, de entre os quais se destaca a figura de Sartre. A alcunha de "castor" é-lhe dada pelo seu amigo Herbaud, por semelhança entre o seu nome, Beauvoir, e beaver, que significa castor em inglês. Esta sua obra revela o seu anticonformismo face à sociedade da época. 